# Kaila Barber
Kaila Barber (ur. 4 kwietnia 1993) – amerykańska lekkoatletka.
Podczas mistrzostw świata juniorów w 2012 zdobyła brązowy medal w biegu na 400 metrów przez płotki.
Rekordy życiowe: bieg na 400 metrów przez płotki – 55,53 (27 maja 2016, Jacksonville).

## Osiągnięcia
| Rok  | Impreza                     | Miejsce   | Konkurencja             | Pozycja    | Wynik |
| ---- | --------------------------- | --------- | ----------------------- | ---------- | ----- |
| 2012 | Mistrzostwa świata juniorów | Barcelona | bieg 400 m przez płotki | 3. miejsce | 57,63 |